# Kirke Eskilstrup
Kirke Eskilstrup – miasto w Danii, w regionie Zelandia, w gminie Holbæk.